# Melanorivulus leali
Melanorivulus leali es una especie de pez rivúlido de agua dulce del género Melanorivulus. Habita en un curso acuático tropical del oriente de Sudamérica.

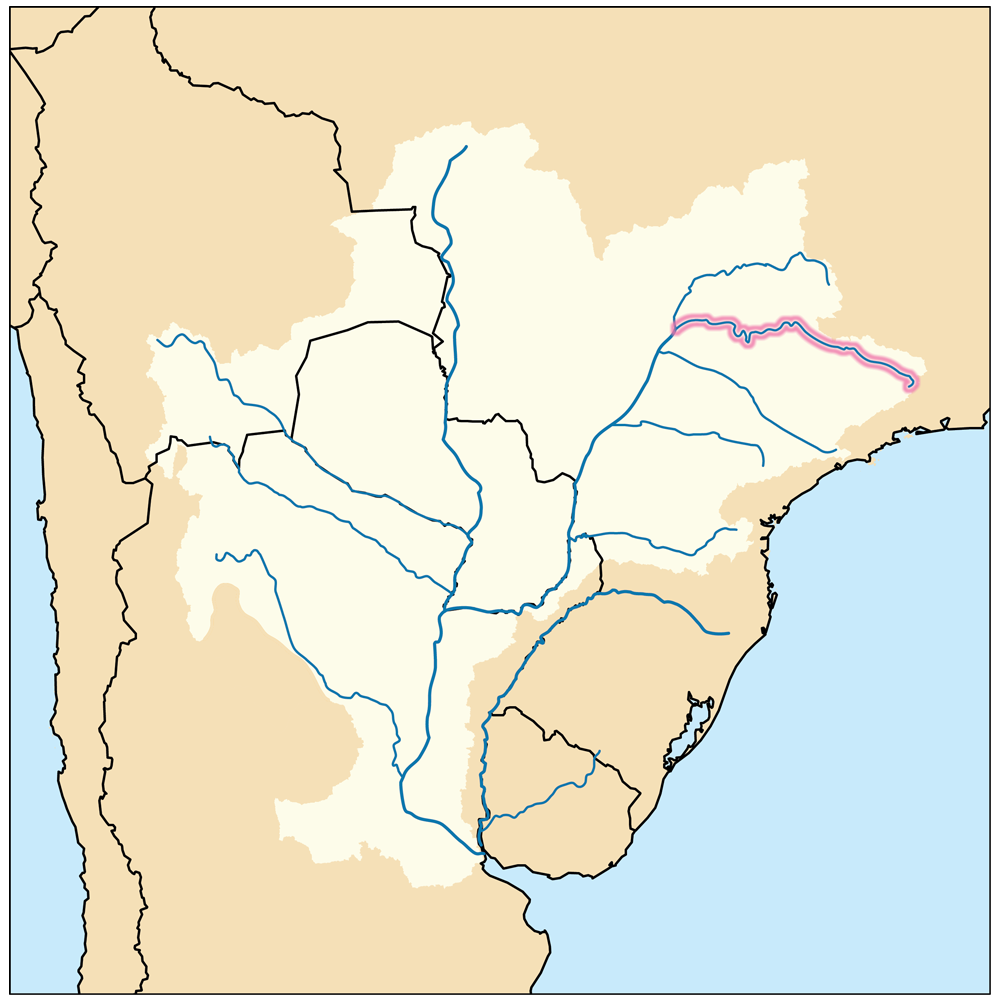
El río Grande, en el sudeste del Brasil. En un arroyo de su cuenca habita esta especie.

## Distribución
Esta especie es un endemismo del sudeste del Brasil. Es solo conocida de la localidad tipo, un pequeño arroyo del estado de São Paulo, el cual pertenece a la cuenca del río Grande, curso que en conjunto con el río Paranaíba forma el Alto Paraná, el que se incluye en la cuenca del Plata.

## Taxonomía
Esta especie fue descrita originalmente en el año 2013 por el  ictiólogo brasileño Wilson José Eduardo Moreira da Costa.
Características diagnósticas
Se diferencia del resto de sus congéneres por poseer un patrón cromático único, el cual consiste en puntos rojos en el lado del cuerpo dispuestos en filas, una amplia franja de color gris oscuro a lo largo del todo el flanco (limitada por punteado azul claro en los machos), y la porción dorsal de la base de la aleta caudal con un pequeño punto negro, verticalmente alargado. Los machos además presentan como características peculiares el tener las porciones dorsales y ventrales de la aleta caudal de color rojo anaranjado y notables barras del mismo color en el medio de la aleta caudal.
Localidad y ejemplares tipo
La localidad tipo es: «Estado de São Paulo, municipio de Serra Azul, en una corriente tributaria del río Tamanduazinho, el cual es un drenaje del río Pardo, el cual es parte de la cuenca del río Grande, cuenca superior del río Paraná, en las coordenadas: 21°20′00″S 47°34′20″O / -21.33333, -47.57222, a una altitud de 700 msnm».
El holotipo es el catalogado como: UFRJ 6866, un macho adulto el cual midió 28.8 mm. Fue colectado el 22 de julio de 2007 por M. Martins. Los paratipos han sido colectados con el holotipo; fueron los catalogados como:  
- UFRJ 6539, 9 machos (de entre 24,6 y 29,3 mm) y 10 hembras (entre 19,0 y 32.0 mm);
- UFRJ 6540, 2 machos (de entre 23,0 y 24,4 mm SL,) y 2 hembras (entre 22,4 y 27,6 mm).[1]

Filogenia
Esta es la única especie del género Melanorivulus que habita en la cuenca del río Grande. La presencia de una barra de color negro en la parte anterior y otra en la parte posterior del iris que casi contactan con la pupila, la disposición de las filas de los puntos rojos en los lados, y el ángulo en que se coloca la línea media del flanco, indican que esta especie está más relacionada con las otras especies del mismo género endémicas de la cuenca del Plata que con las especies de la cuenca amazónica.
Etimología
Etimológicamente el término específico leali es un epónimo que refiere al apellido de Fabiano Leal, a quien le fue dedicada la especie por su dedicación a la reproducción de ejemplares para ser suministrados como material de ayuda en la descripción de especies nuevas.

## Conservación
La cuenca del río Grande se encuentra bajo un severo proceso de deforestación y de deterioro del hábitat acuático.